# Tătărășeni, Cantemir
Tătărășeni este un sat din cadrul comunei Pleșeni din raionul Cantemir, Republica Moldova. Are o suprafață de 0,32 kilometri pătrați, cu un perimetru de 3,89 km.

## Demografie

### Structura etnică
Structura etnică a localității conform recensământului populației din 2004:
| Grup etnic                    | Populație | % Procentaj |
| ----------------------------- | --------- | ----------- |
| Băștinași declarați Moldoveni | 301       | 98,69%      |
| Ucraineni                     | 2         | 0,66%       |
| Bulgari                       | 1         | 0,33%       |
| Ruși                          | 1         | 0,33%       |
| Total                         | 305       |             |